# Discografia di Tananai
La discografia di Tananai, cantautore e produttore discografico italiano, è costituita da tre album in studio, un EP, ventinove singoli e ventisette video musicali (inclusi quelli come artista ospite), pubblicati dal 2015.

## Album in studio
| Anno                                                         | Titolo | Classifiche | Certificazioni     | Unità           |
| Anno                                                         | Titolo | ITA         | Certificazioni     | Unità           |
| ------------------------------------------------------------ | --- | ----------- | ------------------ | --------------- |
| 2017                                                         | To Discover and Forget (come Not for Us) - Pubblicato: 13 ottobre 2017 - Etichetta: Universal - Formati: download digitale   | —           |                    |                 |
| 2022                                                         | Rave, eclissi - Pubblicato: 25 novembre 2022 - Etichetta: Capitol, Universal - Formati: CD, LP, download digitale, streaming | 3           | - ITA: Platino (3) | - ITA: 150 000+ |
| 2024                                                         | CalmoCobra - Pubblicato: 18 ottobre 2024 - Etichetta: Capitol, Universal - Formati: CD, LP, download digitale, streaming     | 1           | - ITA: Platino     | - ITA: 50 000+  |
| "—" indica una pubblicazione non classificata in quel paese. | |             |                    |                 |

## Extended play
| Anno | Titolo |
| ---- | --- |
| 2020 | Piccoli boati - Pubblicato: 21 febbraio 2020 - Etichetta: Universal, Sugar Music - Formati: download digitale |

## Singoli

### Come artista principale
| Anno                                                         | Titolo                                                   | Classifiche | Classifiche | Certificazioni                | Unità                          | Album di provenienza                      |
| Anno                                                         | Titolo                                                   | ITA         | SWI         | Certificazioni                | Unità                          | Album di provenienza                      |
| ------------------------------------------------------------ | -------------------------------------------------------- | ----------- | ----------- | ----------------------------- | ------------------------------ | ----------------------------------------- |
| 2015                                                         | A Diamond (come Not for Us; feat. Anna McDougal)         | —           | —           |                               |                                | /                                         |
| 2016                                                         | Knit Me a Coffin (come Not for Us; feat. Chance Fischer) | —           | —           | To Discover and Forget        |                                |                                           |
| 2016                                                         | Remember (come Not for Us; feat. Ben Alessi)             | —           | —           | To Discover and Forget        |                                |                                           |
| 2017                                                         | You Told Me (come Not for Us)                            | —           | —           | To Discover and Forget        |                                |                                           |
| 2017                                                         | Days (come Not for Us; feat. Jamie Sung)                 | —           | —           | To Discover and Forget        |                                |                                           |
| 2018                                                         | Volersi male                                             | —           | —           | /                             |                                |                                           |
| 2019                                                         | Ichnusa                                                  | —           | —           | /                             |                                |                                           |
| 2019                                                         | Bear Grylls                                              | —           | —           | /                             |                                |                                           |
| 2019                                                         | Calcutta                                                 | —           | —           | /                             |                                |                                           |
| 2020                                                         | Giugno                                                   | —           | —           | Piccoli boati                 |                                |                                           |
| 2021                                                         | Baby Goddamn                                             | 3           | —           | - ITA: Platino (5)            | - ITA: 500 000+                | Rave, eclissi                             |
| 2021                                                         | Maleducazione                                            | —           | —           |                               |                                | Rave, eclissi                             |
| 2021                                                         | Esagerata                                                | —           | —           | - ITA: Oro                    | - ITA: 50 000+                 | Rave, eclissi                             |
| 2022                                                         | Sesso occasionale                                        | 8           | —           | - ITA: Platino (3)            | - ITA: 300 000+                | Rave, eclissi                             |
| 2022                                                         | Comincia tu (con Rosa Chemical)                          | —           | —           |                               |                                | /                                         |
| 2022                                                         | La dolce vita (con Fedez e Mara Sattei)                  | 1           | 44          | - ITA: Platino (6) - SWI: Oro | - ITA: 600 000+ - SWI: 10 000+ | Disumano                                  |
| 2022                                                         | Pasta                                                    | 48          | —           | - ITA: Oro                    | - ITA: 50 000+                 | Rave, eclissi                             |
| 2022                                                         | Abissale                                                 | 11          | —           | - ITA: Platino (3)            | - ITA: 300 000+                | Rave, eclissi                             |
| 2023                                                         | Tango                                                    | 2           | 71          | - ITA: Platino (6)            | - ITA: 600 000+                | Rave, eclissi                             |
| 2023                                                         | Un altro mondo (con Merk & Kremont e Marracash)          | 17          | —           | - ITA: Platino (2)            | - ITA: 200 000+                | /                                         |
| 2024                                                         | Veleno                                                   | 28          | —           | - ITA: Platino                | - ITA: 100 000+                | CalmoCobra                                |
| 2024                                                         | Ho fatto un sogno (con Madame e Rose Villain)            | 17          | —           |                               |                                | /                                         |
| 2024                                                         | Storie brevi (con Annalisa)                              | 2           | —           | - ITA: Platino (3)            | - ITA: 300 000+                | CalmoCobra E poi siamo finiti nel vortice |
| 2024                                                         | Ragni                                                    | 16          | —           | - ITA: Oro                    | - ITA: 50 000+                 | CalmoCobra                                |
| 2024                                                         | Punk love storia                                         | 62          | —           |                               |                                | CalmoCobra                                |
| 2024                                                         | Booster                                                  | 43          | —           |                               |                                | CalmoCobra                                |
| 2025                                                         | Alibi                                                    | 39          | —           |                               |                                | CalmoCobra                                |
| 2025                                                         | Bella madonnina                                          | 46          | —           |                               |                                | CalmoCobra                                |
| "—" indica una pubblicazione non classificata in quel paese. |                                                          |             |             |                               |                                |                                           |

### Come artista ospite
| Anno | Titolo                                             | Album di provenienza |
| ---- | -------------------------------------------------- | -------------------- |
| 2023 | Sognami (Biagio Antonacci feat. Tananai e Don Joe) | L'inizio             |

## Altri brani entrati in classifica
| Anno | Titolo          | Classifiche | Album di provenienza |
| Anno | Titolo          | ITA         | Album di provenienza |
| ---- | --------------- | ----------- | -------------------- |
| 2022 | Quelli come noi | 94          | Rave, eclissi        |

## Collaborazioni
| Anno                                                         | Titolo                                              | Classifiche | Album di provenienza |
| Anno                                                         | Titolo                                              | ITA         | Album di provenienza |
| ------------------------------------------------------------ | --------------------------------------------------- | ----------- | -------------------- |
| 2020                                                         | Qualcosa di grande (Mameli feat. Vipra e Tananai)   | —           | /                    |
| 2021                                                         | Le madri degli altri (Fedez feat. Tananai)          | —           | Disumano             |
| 2021                                                         | Il boom (Tananai Remix) (Jovanotti feat. Tananai)   | —           | Il boom (i remix)    |
| 2022                                                         | Essere me (VillaBanks feat. Tananai)                | —           | Sex Festival         |
| 2022                                                         | Scialla (Thasup feat. Tananai)                      | 22          | Carattere speciale   |
| 2022                                                         | Domani ti chiamo (Sick Luke feat. Tananai e Bnkr44) | —           | X2 (Deluxe)          |
| "—" indica una pubblicazione non classificata in quel paese. |                                                     |             |                      |

## Autore, compositore e produttore per altri artisti
| Anno | Titolo        | Artista                                    | Album di provenienza  |
| ---- | ------------- | ------------------------------------------ | --------------------- |
| 2023 | Everyday      | Takagi & Ketra feat. Shiva, Anna e Geolier | /                     |
| 2023 | L'inverno     | Angelica Bove                              | X Factor Mixtape 2023 |
| 2024 | Rey mysterio  | Lil Busso e Paolo Santo                    | /                     |
| 2024 | Si mette male | Alessandra Amoroso                         | Io non sarei          |
| 2025 | Piangere a 90 | Blanco                                     | /                     |

## Video musicali
| Anno | Titolo                | Regista/i                                     |
| ---- | --------------------- | --------------------------------------------- |
| 2018 | Volersi male          | Marco Zannoni e Olmo Parenti                  |
| 2019 | Ichnusa               | Marco Zannoni e Olmo Parenti                  |
| 2019 | Bear Grylls           | Marco Zannoni e Olmo Parenti                  |
| 2019 | Calcutta              | Olmo Parenti                                  |
| 2020 | Giugno                | Marco Zannoni e Olmo Parenti                  |
| 2021 | Baby Goddamn          | Olmo Parenti                                  |
| 2021 | Maleducazione         | Alberto Cotta Ramusino                        |
| 2021 | Esagerata             | Olmo Parenti                                  |
| 2022 | Sesso occasionale     | Olmo Parenti                                  |
| 2022 | La dolce vita         | Olmo Parenti                                  |
| 2022 | Abissale              | Olmo Parenti                                  |
| 2023 | Tango                 | Olmo Parenti                                  |
| 2023 | Un altro mondo        | Olmo Parenti                                  |
| 2024 | Veleno                | Olmo Parenti                                  |
| 2024 | Storie brevi          | Bendo (Andrea Santaterra e Lorenzo Silvestri) |
| 2024 | Ragni                 | Nicolò Bassetto                               |
| 2024 | Fango                 | Marco Braia                                   |
| 2024 | Androne               | Marco Braia                                   |
| 2024 | Vaniglia              | Marco Braia                                   |
| 2024 | Guarda cosa hai fatto | Marco Braia                                   |
| 2024 | Nessun confine        | Marco Braia                                   |
| 2024 | Margherita            | Marco Braia                                   |
| 2024 | Radiohead             | Marco Braia                                   |
| 2024 | Punk love storia      | Marco Braia                                   |
| 2024 | Booster               | Daniele Bagolin                               |
| 2025 | Alibi                 | Luca Lucini                                   |
| 2025 | Bella madonnina       | Joy Inagawa                                   |

## Partecipazioni
Di seguito sono riportati gli album e le compilation dove è stato inserito almeno un brano del cantautore.

### Colonne sonore
| Anno | Titolo | Film               |
| ---- | ------ | ------------------ |
| 2025 | Alibi  | L'amore, in teoria |